# Ozyptila conostyla
Ozyptila conostyla (лат.) — вид пауков семейства Пауки-бокоходы (Thomisidae). Встречается в Палеарктике (Южная Европа, Россия, Закавказье, Турция). Длина тела около 5 мм. Основная окраска коричневая со светлыми отметинами (просома и стернум тёмно-коричневая; ноги коричневые). 
Голени первой пары ног вентрально с двумя парами шипов; волоски заострённые или булавовидные. Педипальпы самцов с тегулярным апофизом, эпигинум с чехлом. Первые две пары ног развернуты передними поверхностями вверх, заметно длиннее ног третьей и четвёртой пар. Паутину не плетут, жертву ловят своими видоизменёнными передними ногами.